# Novo Homem
Novo Homem (ou Homem Novo) é um conceito utópico que envolve a criação de um novo ser humano ideal para substituir os seres humanos não ideais. O significado de "Novo Homem" é bastante amplo e diversas descrições foram sugeridas por uma variedade de religiões e ideologias políticas, incluindo o comunismo, o fascismo e o socialismo utópico.

## Filosofia e religião

### Übermenschnietzscheano
O conceito de Übermensch ("super-homem") do filósofo Friedrich Nietzsche era o de um novo homem que seria um exemplo para a humanidade através da existencialista vontade de poder que foi vitalista e irracionalista na natureza. Nietzsche desenvolveu o conceito em resposta à sua visão da mentalidade de rebanho e de niilismo, segundo ele, inerentes ao cristianismo, e o vazio em sentido existencial que se realiza com a morte de Deus. O Übermensch emerge como um novo significado para a Terra, um indivíduo que repudia a norma, se supera e é mestre no controle de seus impulsos e paixões.

### Novo homem cristão
Em seus ensinos, o apóstolo Paulo fala de Adão como o caído "velho Adão", designando a queda do "velho homem" (a humanidade) e de um "novo Adão", como um Novo Homem (nova humanidade) ressuscitado e seguindo a Jesus Cristo.

## Visões políticas

### Novo homem liberal
Thomas Paine e William Godwin acreditavam que a propagação do liberalismo na França e nos Estados Unidos constituíram o nascimento de um novo homem e uma nova era.

### Novo homem socialista utópico
Socialistas utópicos, como Henri de Saint-Simon, Charles Fourier e Robert Owen viram uma futura Era Dourada liderada por um novo homem que iria reconstruir a sociedade.

### Novo homem comunista
O marxismo, apesar de ser fortemente crítico da utopia, postula o desenvolvimento de um novo homem e da nova mulher numa sociedade comunista que supera os valores de natureza não essencial do Estado, e a importância do trabalho em livre associação para a afirmação da humanidade de uma pessoa. O marxismo não vê o Novo Homem/Mulher como uma meta ou um pré-requisito para alcançar o comunismo completo, mas sim como um produto das condições sociais do comunismo puro.

### Novo homem fascista
O nazifascismo apoia a criação de um novo homem, que é uma figura de ação, violência e masculinidade, comprometido com a disciplina das massas e desprovido de individualismo. Um exemplo disso foi a ideia do Soldado Político, desenvolvida pelos líderes do Official National Front no Reino Unido na década de 1980 e tornou-se parte da ideologia da Terceira Posição.  Este conceito foi particularmente forte no fascismo italiano.

### Novo homem transumanista
O transumanismo saúda a criação de um novo homem por melhorias físicas através da cibernética e outros "aprimoramentos humanos", e olha para a singularidade como o momento em que o novo homem chega, seu nascimento por assim dizer. O estudioso Klaus Vondung argumenta que o transumanismo representa a revolução final. Outros fizeram observações semelhantes. 

## Críticas ao "novo homem"
O poema "The Unknown Citizen"  de W. H. Auden é considerado uma paródia das tentativas de honrar (e, portanto, promover) um certo tipo de comportamento na sociedade moderna. Ele desafia as ideologias do "novo homem" listadas aqui e deprecia o meme de incentivar a conformidade através de pressão social.